# 田浦町 (小松島市)
田浦町（たうらちょう）は、徳島県小松島市の町名。郵便番号は773-0012。

## 地理
小松島市の北西部に位置する。西は北流する勝浦川によって徳島市と相対し、南は田浦山地によって徳島市飯谷町と境をなし、また芝生川によって東は新居見町と接している。北は前原町に、北東は日開野町に接続している。
徳島県道33号小松島佐那河内線が中央部を東西に横断して日開野町内で徳島南バイパス（国道55号）と結び、県道33号線に沿って街村を形成し商店が点在している。
田浦町は農村地域で農村集落が点在し、主として稲作を中心として前山丘陵の傾斜面にミカンが栽培されている。前山古墳は竪穴式古墳で、4世紀初めに造営されたものである。この地域の「たたら音頭」は県無形民俗文化財である。

### 河川
- 芝生川
- 神田瀬川

### 小字
| - 泉川 - 今里 - 岩金 - 大栗 - 北原 - 子安 | - 近里 - 中西 - 中村 - 西原 - 原田 - 東内 | - 広貞 - 前山 - 神子ノ内 - 妙蓮 - 本村 - 矢三 |  |

## 歴史

### 田浦村
田浦村は江戸期から町村制が施行された1889年（明治22年）にかけて勝浦郡に存在した村。江戸期は田野浦村とも称した。徳島藩領。
勝浦川流域はたびたび堤防が結界して洪水に襲われ、天保14年の洪水は七夕水と呼ばれ、当地の堤2ヵ所が切れて、流失家屋15・流失人馬30余であった。嘉永2年のものは阿呆水といわれ、当村と前原村の堤が切れて田畑が磧と化したといい、慶応2年には寅年の大水と呼ばれる洪水で大きな被害を受けている。
田浦城主であった宍草玄仲は蜂須賀氏が阿波国へ入国後、国後浪人となり、蜂須賀氏に従って入国した本木右衛門を養子とした。本木家は宍草家のあと、元和年間から政所（庄屋）を勤め、享保初年頃、林家を経て享保3年に荒川家の後、武市家が庄屋となっている。
明治4年に徳島県、同年に名東県、明治9年に高知県を経て明治13年に再び徳島県に所属。

### 田浦
田浦は明治22年から昭和32年にかけて存在した大字名。はじめは小松島村、明治40年に小松島町、昭和26年からは小松島市の大字となる。
明治23年に松島尋常小学校児安分教場が開校。明治25年に現在の児安小学校の前身である児安尋常小学校として独立開校した。大正期から昭和期にかけて養蚕とともにわら加工品の生産も行われた。

### 現在
昭和32年より現在の町名となる。昭和57年の耕地面積は110.5haのうち田73.5ha、畑3ha、果樹園33ha、筍1ha。産業の中心は農業で、米作のほかは野菜・イチゴ・温州ミカンを栽培、畜産・養魚などの複合経営が行われている。

## 世帯数と人口
2022年（令和4年）7月31日現在の世帯数と人口は以下の通りである。
| 町丁   | 世帯数  | 人口    |
| ------ | ------- | ------- |
| 田浦町 | 605世帯 | 1,348人 |

## 小・中学校の学区
市立小・中学校に通う場合、学区は以下の通りとなる。
| 番地 | 小学校               | 中学校                 |
| ---- | -------------------- | ---------------------- |
| 全域 | 小松島市立児安小学校 | 小松島市立小松島中学校 |

## 交通

### 道路
都道府県道
- 徳島県道33号小松島佐那河内線
- 徳島県道136号宮倉徳島線

## 施設
公共施設
- 小松島市立児安小学校
- 小松島市立児安幼稚園

神社・寺院
- 日吉神社
- 上王子神社
- 中王子神社
- 下王子神社
- 福成寺 - 真言宗大覚寺派の仏教寺院。
- 観音寺 - 阿波秩父観音霊場23番札所、金峰山修験本宗。